# Igelbach (Moldau)
Der Igelbach (oder Iglbach, tschechisch Ježová) ist ein Bach im Böhmerwald, der überwiegend entlang der Grenze zwischen Tschechien und Österreich verläuft. Er ist ein Zufluss der Moldau.

## Geographie

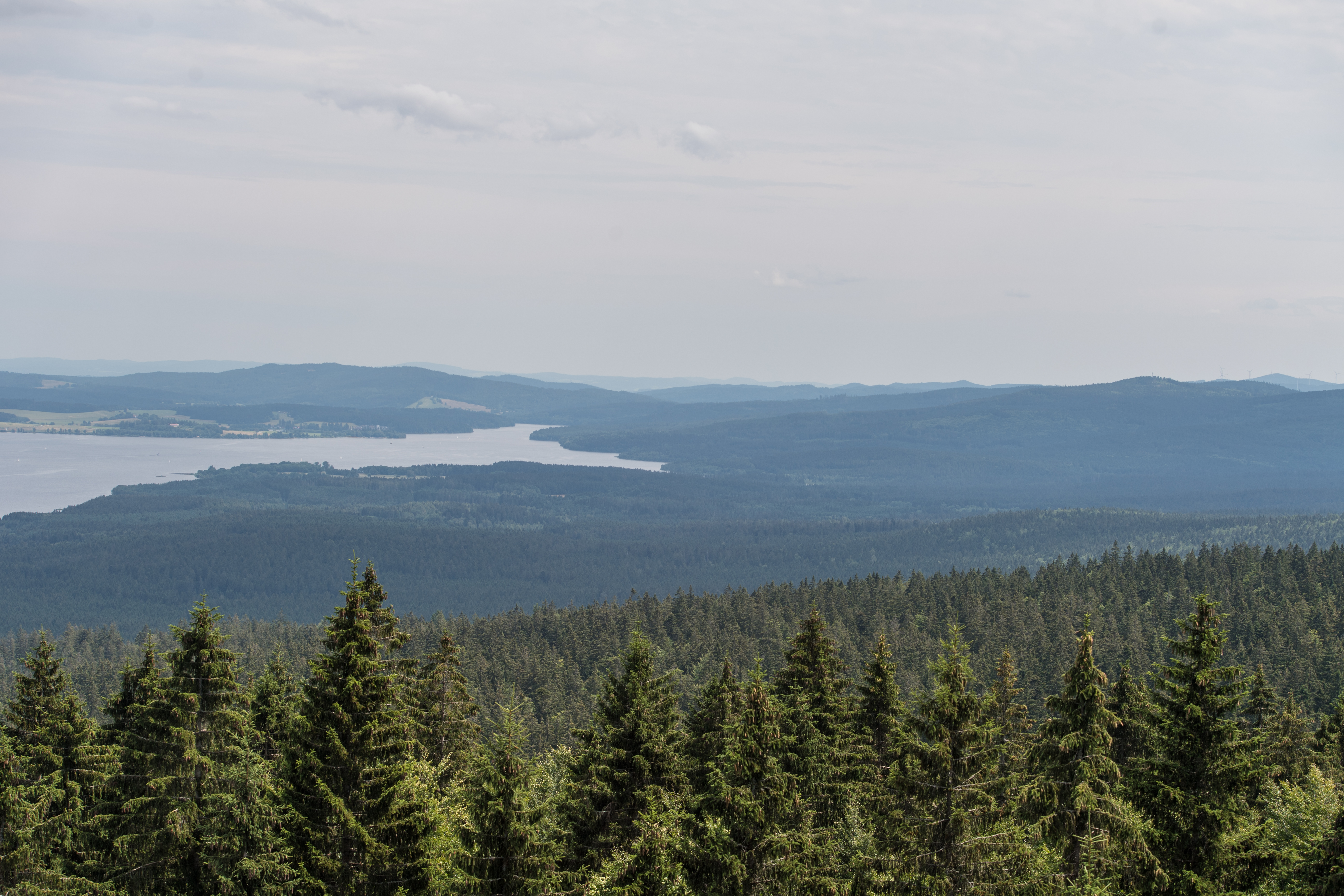
Die Bayrische Au (Bildmitte) im Mündungsbereich des Igelbachs

Der Bach entspringt nördlich von Oberhaag in Österreich auf einer 856 m ü. A. Er weist eine Länge von 9,15 km auf. Bald nach seiner Quelle bis zu seiner Mündung fließt er entlang der österreichisch-tschechischen Grenze. Dort quert er den Schwarzenbergschen Schwemmkanal. Auf der österreichischen Seite liegt die Gemeinde Aigen-Schlägl, auf der tschechischen Seite die Gemeinde Přední Výtoň und zu einem kleinen Teil bei der Mündung die Gemeinde Frymburk nad Vltavou. Der Igelbach mündet im Stausee Lipno auf einer Höhe von 724 m ü. A. linksseitig in die Moldau. Das Einzugsgebiet des Igelbachs erstreckt sich über eine Fläche von 6,39 km². Davon liegen 4,86 km² in Österreich und 1,53 km² in Tschechien.
Eine leichte Langlaufloipenstrecke – die 4 km lange Große Haagerloipe beziehungsweise die 3 km lange Kleine Haagerloipe – quert zweimal den Oberlauf des Bachs.

## Geschichte
Ende des 18. Jahrhunderts wurde am Iglbach eine Schleuse für den Schwarzenbergschen Schwemmkanal angelegt.

## Umwelt
Im Gewässer kommen abschnittsweise Fluthahnenfuß-Gesellschaften vor. Bei der Quelle befindet sich eine kleine Waldwiese, die von Borstgras dominiert wird. Im oberen Teil des Abschnitts, in dem der Igelbach die Staatsgrenze bildet, gibt es eine weitläufige Versumpfung und Vermoorung mit vielen Bruchwald-Inseln. Hier liegt das kleine tschechische Naturreservat Ježová. Das Naturreservat Bayrische Au im Mündungsbereich ist ein Hochmoor.
In Österreich ist der Igelbach Teil des Europaschutzgebiets Böhmerwald-Mühltäler und der Important Bird Area Böhmerwald und Mühltal. In Tschechien gehört er zum Biosphärenreservat Šumava und zur Important Bird Area Böhmerwald.